# Stéphane Botteri
Stéphane Botteri (* 27. Januar 1962 in Annecy) ist ein ehemaliger französischer Eishockeyspieler und -trainer, der in seiner aktiven Zeit von 1985 bis 2001 unter anderem drei Mal mit der französischen Eishockeynationalmannschaft an den Olympischen Winterspielen teilnahm.

## Karriere
Stéphane Botteri begann seine Karriere als Eishockeyspieler beim Sporting Hockey Club Saint Gervais, mit dem er in der Saison 1985/86 erstmals Französischer Meister wurde. Im selben Jahr erhielt er als wertvollster Spieler der Ligue Magnus die Trophée Albert Hassler. In der folgenden Spielzeit konnte der Verteidiger mit dem Mont-Blanc HC erneut die nationale Meisterschaft gewinnen. Das Team aus Mont-Blanc war der Nachfolgeverein von Saint Gervais und entstand aus der Fusion zweier Clubs. Von 1988 bis 1990 stand der Nationalspieler bei den Français Volants de Paris unter Vertrag, mit denen er in der Saison 1988/89 ebenfalls Meister wurde. Es folgten zwei Spielzeiten bei Rouen Hockey Élite 76, mit dem er 1992 seine vierte und letzte französische Meisterschaft gewann. Nach diesem Erfolg verließ der dreifache Olympiateilnehmer die Mannschaft und unterschrieb beim HC Morzine-Avoriaz in der zweitklassigen Division 1. Von 1994 bis zu seinem Karriereende 2001 im Alter von 39 Jahren stand Botteri für Morzines Ligarivalen CS Megève auf de Eis. Mit Megève stieg er in der Saison 1995/96 in die Ligue Magnus auf, musste mit seinem Team jedoch den sofortigen Wiederabstieg hinnehmen.
Von 2003 bis 2005 war Botteri Cheftrainer bei den U18-Junioren seines letzten Vereins CS Megève in der höchsten französischen Junioren-Spielklasse des entsprechenden Jahrgangs.

### International
Für Frankreich nahm Botteri an den B-Weltmeisterschaften 1987 und 1990 sowie den A-Weltmeisterschaften 1992 und 1993 teil. Des Weiteren stand er im Aufgebot seines Landes bei den Olympischen Winterspielen 1988 in Calgary, 1992 in Albertville und 1994 in Lillehammer.

## Erfolge und Auszeichnungen
| - 1986 Französischer Meister mit Sporting Hockey Club Saint Gervais - 1986 Trophée Albert Hassler - 1987 Französischer Meister mit dem Mont-Blanc HC - 1987 Ligue Magnus All-Star Game | - 1989 Französischer Meister mit den Français Volants de Paris - 1992 Französischer Meister mit Rouen Hockey Élite 76 - 1996 Aufstieg in die Ligue Magnus mit CS Megève |